# San Cesario sul Panaro
San Cesario sul Panaro (San Gèr in dialetto modenese, San Ceṡèri in dialetto bolognese occidentale) è un comune italiano di 6 609 abitanti della provincia di Modena in Emilia-Romagna.
Dista circa 16 chilometri ad est da Modena e circa 34 chilometri da Bologna.

## Storia
Nell'anno 825 la vasta "selva di Wilzacara" (antico toponimo di San Cesario sul Panaro) venne donata all'abbazia di Nonantola dall'imperatore Lotario I; i monaci benedettini sicuramente estesero anche qui la loro preziosa opera di bonifica e coltivazione del territorio e, soprattutto, diffusero il culto di san Cesario di Terracina. Nell'anno 945 il marchese Berengario, poi re d'Italia, destinò il territorio sancesarese a coltivazione ed eresse un castello o borgo con molti edifici e una cappella in onore di san Cesario, che fu scelto come celeste patrono; questo è segno di una devozione che vi era nei confronti del santo e che proseguì e si intensificò nel corso dei secoli. La presenza del fiume Panaro, che segna il confine fra Spilamberto e San Cesario sul Panaro, in passato sempre impetuoso e pericoloso, è un ulteriore motivo dell'elezione del diacono come patrono.
Nei pressi dell'attuale San Cesario sul Panaro, Sant'Adriano III papa, trovò la morte in una data compresa tra la metà d'agosto e la metà di settembre dell'855 mentre era in viaggio per raggiungere Worms, dove l'imperatore Carlo il Grosso aveva convocato una dieta per discutere la riorganizzazione dell'Impero. Il corpo di sant'Adriano III è conservato nell'abbazia di Nonantola.
La contessa Matilde di Canossa, con un importante atto del 1112, fece sì che la corte e selva di Vilzacara fosse sottratta ai monaci nonantolani per passare in gestione alla chiesa locale, dedicata al martire Cesario (è per questo motivo che dopo l’anno mille scomparve gradualmente il toponimo "Wilzacara" sostituito da San Cesario, anche se si ritiene che la località Vilzacara fosse in diverso luogo, sebbene non lontano); nella chiesa introdusse i canonici regolari provenienti da Modena, ai quali fece un donazione corposa. In seguito la corte e la chiesa di San Cesario verranno affidati ai monaci benedettini di San Benedetto Po (vicino a Mantova) che a loro volta le cederanno al monastero di San Pietro in Modena.
Nel 1446 il marchese di Ferrara Leonello d'Este elevò a contea San Cesario, concedendone la giurisdizione ad Albertino III Boschetti e ai suoi discendenti.

### Simboli
Lo stemma è stato concesso con regio decreto del 23 marzo 1862.
Il castello diroccato con il leone di guardia richiama la denominazione di Castel Leone con cui si indicava la località di Pizzaccara in Guardia Sancti Cesarii, cioè l'antico castello di Vilzacara, in documenti tardo medioevali.
La corona descritta nel decreto è quella prevista, all'epoca della concessione, per i Comuni con popolazione inferiore ai 3 000 abitanti, con lo scudo ornato da due rami di palma.
Il gonfalone, concesso con regio decreto del 5 dicembre 1935, è un drappo troncato di verde e di rosso.

## Monumenti e luoghi d'interesse

### Villa Boschetti
Fu il palazzo feudale dei conti Boschetti, edificato nel XV secolo e trasformato in villa nel secolo successivo. Di proprietà comunale, ospita la biblioteca comunale di San Cesario.

### Torre dell'orologio
Alla torre si collega un tronco delle mura erette dai modenesi nel 1190.

### Chiesa parrocchiale
Alcuni storici ritengono che questa chiesa sia stata costruita sopra i resti di un tempio pagano dedicato ad Apollo e la fanno risalire al IX secolo dopo Cristo; probabilmente l’antico sacello è di molto anteriore, cioè è da porsi tra il V e il VII secolo d.C. L'interno della chiesa è di stile basilicale, suddivisa in tre navate scandite da colonne romane sormontate da capitelli preromanici. Nella sacrestia della basilica di San Cesario si conserva la mandibola inferiore del santo patrono, incastonata in un prezioso reliquiario a ostensorio in argento, di manifattura emiliana del sec. XVII. Nel 1639 don Agostino da Vignola, rettore della basilica di San Cesario sul Panaro, chiese ed ottenne — grazie all'interessamento del conte Luigi Boschetti — la reliquia della mandibola di san Cesario diacono dal monastero di San Pietro di Modena. Del patrono si conserva anche un secondo reliquiario argenteo a ostensorio (contenente un frammento osseo del martire con cartiglio in latino "S. Cæsarij Diac: Mart."), un bellissimo stendardo realizzato dal celebre pittore Adeodato Malatesta nel 1847, una statua in terracotta di manifattura emiliana, un dipinto raffigurante la Sacra conversazione tra la Vergine del Rosario con i santi Cesario e Domenico, ed un artistico paliotto. Sempre di Malatesta il dipinto a figura intera del patrono ora conservato presso il museo dell'abbazia di Nonantola.

## Economia
Nella zona industriale Graziosa vi sono varie imprese tra le quali:
- la casa automobilistica Pagani
- l'industria produttrice di elettrodomestici Glem Gas
- l'industria di produzione di pompe sommergibili Zenit
- la Oil & Steel S.r.l., (gruppo PM SpA)

## Società

### Evoluzione demografica
Abitanti censiti

### Qualità della vita e riconoscimenti
- Comune Riciclone 2011 - Raccolta RAEE: San Cesario sul Panaro è il primo comune d'Italia più virtuoso nella raccolta di televisori e monitor[13].

## Infrastrutture e trasporti

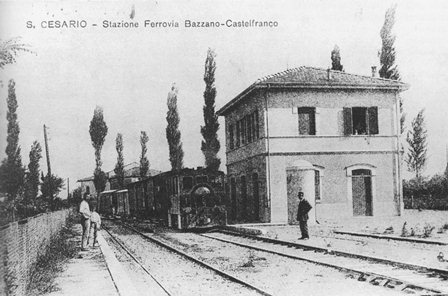
Stazione di San Cesario

Fra il 1912 e il 1934 San Cesario ospitò una stazione della tranvia Castelfranco-Bazzano.

## Demanio Militare
Poligono di tiro/ tiro a segno al piattello area militare. In Via per Spilamberto. Chiuso definitivamente nel 2020

## Radio
Negli anni '80 a San Cesario operarono due stazioni radio locali: Emmeradio e Centro Radio.

## Amministrazione
| Periodo        | Periodo        | Primo cittadino    | Partito                         | Carica  | Note   |
| -------------- | -------------- | ------------------ | ------------------------------- | ------- | ------ |
| 12 maggio 1985 | 21 aprile 1995 | Carlo Varotti      | PCI, PDS                        | Sindaco | [ 14 ] |
| 22 aprile 1995 | 11 giugno 2004 | Lorella Vignali    | PDS, DS                         | Sindaco | [ 14 ] |
| 12 giugno 2004 | 24 maggio 2014 | Valerio Zanni      | lista civica Per San Cesario    | Sindaco | [ 14 ] |
| 25 maggio 2014 | 26 maggio 2019 | Gianfranco Gozzoli | centro-sinistra per San Cesario | Sindaco | [ 15 ] |
| 27 maggio 2019 | in carica      | Francesco Zuffi    | Insieme per San Cesario         | Sindaco | [ 16 ] |